# Alaska-Siberia Research Center
Das Alaska-Siberia Research Center (AKSRC; russisch Исследовательский Центр Аляска-Сибирь) ist eine gemeinnützige Organisation mit Sitz in Juneau, Alaska, die sich auf die Förderung von Forschung und Zusammenarbeit zwischen Alaska und Sibirien konzentriert.
Das Zentrum widmet sich der Förderung einer besseren Zusammenarbeit und eines besseren Verständnisses zwischen Alaska und Sibirien sowie bei der Unterstützung von Forschung und Bildung im Zusammenhang mit dem zirkumpolaren Norden.
Präsident des Zentrums ist Alexander B. Dolitsky, von dem auch die meisten Bände der Publikationsreihe (Publications) stammen.

## Publikationen (Auswahl)
- Tales and legends of the Yupik Eskimos of Siberia. 2000,  1st ed.
- Fairy tales and myths of the Bering Strait Chukchi. 1997,  2nd ed., rev. and updated; ©1996,  First edition
- Ancient tales of Chukotka. 2019,  Revised and updated edition.First edition.
- Living wisdom of the Far North : tales and legends from Chukotka and Alaska.  ©2011,  1st ed.
- Spirit of the Siberian tiger : folktales of the Russian Far East.  Nagishkin, Dmitriĭ.  2008,  First edition.
- Politics and environment in Alaska.  ©1993,  First edition.
- Ancient tales of Kamchatka.  ©2002,  1st ed.;  2020,  Revised and updated second edition.Digital second edition.(a translation of ninety-five Kerek, Koryak, and Itelmen tales)
- Old Russia in modern America : living traditions of the Russian Old Believers.  Dolitsky, Alexander B.  2017,  Fourth updated and revised edition.
- Old Russia in modern America : a case from Russian Old Believers in Alaska. Dolitsky, Alexander B. ©1998,  Updated and revised edition.Third edition.